# Jan Ujczak
Jan Ujczak (ur. 1 stycznia 1898 w Osielcu, zm. 8 stycznia 1944 w Warszawie) – chorąży Wojska Polskiego, działacz niepodległościowy, kawaler Orderu Virtuti Militari

## Życiorys
Urodził się 1 stycznia 1898 we wsi Osielec, w ówczesnym powiecie myślenickim Królestwa Galicji i Lodomerii, w rodzinie Franciszka i Bronisławy z domu Drahl. Ukończył szkołę ludową w rodzinnej wsi i trzy klasy Gimnazjum św. Jacka w Krakowie.
4 sierpnia 1914 w Krakowie wstąpił do Legionów Polskich i został przydzielony do 3. kompanii VI batalionu. Z baonem brał udział w bitwie pod Krzywopłotami, Laskami i nad Nidą. Po ukończeniu kursu obsługi ciężkich karabinów maszynowych został przydzielony do 3. oddziału karabinów maszynowych III batalionu 1 pułku piechoty. Z pułkiem walczył od marca 1915 nad Nidą, aż do kryzysu przysięgowego. Został ranny walcząc 22 października 1915 pod Kuklą oraz 30 sierpnia 1916 pod Jastrzębcem leżącym nad Stochódem. Od kwietnia 1917 służył w oddziale sztabowym I Brygady Legionów, a później w 3 pułku piechoty.
Od 22 listopada 1918 walczył podczas odsieczy Lwowa za którą dostał pochwałę, ponieważ walcząc przyczynił się do zdobycia dworca Łyczakowskiego oraz kilku armat. Do 23 maja 1919 był uczestnikiem walk w Małopolsce Wschodniej podczas których pod Mikołajewem został ciężko ranny i trafił do szpitala we Lwowie. Otrzymał awans na stopień plutonowego. 27 lipca 1919 wyszedł ze szpitala i otrzymał przydział do kompanii przybocznej Naczelnego Wodza. 20 grudnia otrzymał awans na stopień sierżanta.
10 czerwca 1921 dowódca kompanii przybocznej NW, kapitan Włodzimierz Mozołowski we wniosku na odznaczenie Orderem Virtuti Militari napisał:

„Sierż. szt. Ujczak Jan, dowódca km w kompanii przybocznej NW, kilkakrotnie odznaczył się w czasie walk 5 pp Leg. pod Lwowem, za pracę bojową pod Równem w dniu 4 lipca 1920 odznaczony Krzyżem Walecznych, w czasie akcji dnia 17 sierpnia pod Warszawą był przydzielony z km do plutonu trzeciego, mającego zadanie osłaniania prawego skrzydła kompanii. W czasie ataku podczas upalnego dnia posuwa się z ciężkim km równo z linią piechoty. Odznaczył się szczególnie w ataku na wieś Duchnów, gdy po zranieniu ciężkim celowniczego kaprala Kaczmarka, sam porywa karabin i ustawiwszy go na otwartym polu, celnym ogniem zmusza bolszewików do oddania wsi Duchnowa, czym ułatwia posuwanie się naprzód kompanii przybocznej i jednej kompanii 142 pp. Zupełna pogarda śmierci i nadzwyczajna sumienność pracy bojowej czynią zeń jednego z najlepszych bojowych podoficerów kompanii przybocznej NW”.

4 listopada 1921 na dziedzińcu pałacu Belwederskiego w Warszawie Naczelnik Państwa i Naczelny Wódz marszałek Polski Józef Piłsudski udekorował go osobiście Krzyżem Srebrnym Orderu Virtuti Militari.
W 1924 został przeniesiony do 1 dywizjonu artylerii konnej w Warszawie, następnie oddziału sztabowego Dowództwa Okręgu Korpusu Nr I, później do Komendy Miasta Warszawy, ponownie do 1 dak, dalej do filii szpitala DOK Nr I oraz znowu do 1 dak. Otrzymał awans na stopień tytularnego chorążego. 31 marca 1939 został przeniesiony w stan spoczynku.
Podczas okupacji niemieckiej wraz z żoną działał w ZWZ-AK. Zmarł 8 stycznia 1944 w Warszawie i został pochowany na cmentarzu Powązkowskim, kwatera Legionów Polskich, rząd 3, grób 4 (rodzinny).
Żoną Jana Ujczaka była Stanisława Ruszkowska z którą miał córki Marię (ur. 28 lipca 1926) i Irenę (ur. 16 marca 1928).

## Ordery i odznaczenia
- Krzyż Srebrny Orderu Wojskowego Virtuti Militari nr 3606[1][7][3]
- Krzyż Niepodległości – 9 listopada 1931 „za pracę w dziele odzyskania niepodległości”[8][9][10][11]
- Krzyż Walecznych czterokrotnie[12][13][14][3]
- Brązowy Krzyż Zasługi – 1938 „za zasługi na polu pracy społecznej”[15]
- Krzyż na Śląskiej Wstędze Waleczności i Zasługi[12]
- Medal Pamiątkowy za Wojnę 1918–1921[12]
- Medal Dziesięciolecia Odzyskanej Niepodległości[12]
- Odznaka za Rany i Kontuzje z czterema gwiazdkami[16]
- Odznaka „Za wierną służbę”[16]
- Rumuński Krzyż I klasy[12]
- Łotewski Medal Pamiątkowy[3]
- Brązowy Medal Waleczności[12]
- Krzyż Wojskowy Karola[12]